# 교황 클레멘스 10세
교황 클레멘스 10세(라틴어: Clemens PP. X, 이탈리아어: Papa Clemente X)는 제239대 교황(재위: 1670년 4월 29일 - 1676년 7월 22일)이다. 본명은 에밀리오 보나벤투라 알티에리(이탈리아어: Emilio Bonaventura Altieri)이다.

## 생애
1590년 7월 13일 로마에서 태어난 구 귀족 가문 출신이다. 1611년 법학 박사 학위를 받고 조반니 판첼리와 함께 일하였다. 형의 권고로 1623년 신부가 되고 폴란드 주재 교황청 대사관에 근무하였다. 1627년 이탈리아로 돌아와 형의 뒤를 이어 카메리노의 주교가 되었다. 1644년 교황 인노첸시오 10세에 의하여 양시칠리아 왕국의 사절로 일한 후 1652년에 교구로 다시 돌아가 교황 알렉산데르 7세에 의해 종교재판의 참사가 되었다. 교황 클레멘스 9세가 선종하기 한달 전에 추기경이 되었다. 콘클라베는 에스파냐 세력과 프랑스 세력 간의 의견 불일치로 넉 달간 지속되었다. 그리하여 노쇠한 중립적인 인물인 에밀리오가 교황으로 선출되었다.
재위 6년 중 클레멘스 10세는 교황청의 재정 질서를 바로잡았고 농업 개선에 많은 관심을 보였으며 1670년 6월 21일 칙서를 내려 주교들과 수도회의 관계를 정상화시켰다.
클레멘스 10세는 체사르 데스트레 추기경의 도움을 받아 루이 14세가 주장한 레갈을 반대하고 오스만 제국을 침공한 폴란드를 지원하였으며 1675년 성년을 반포하였다.
| 전임 클레멘스 9세 | 제239대 교황 1670년 4월 29일 - 1676년 7월 22일 | 후임 인노첸시오 11세 |